# Jardim da Praça do Infante
O  Jardim da Praça do Infante  é um jardim localizado na cidade da Horta, ilha do Faial, no arquipélago dos Açores, em Portugal.
Este jardim localiza-se no espaço ocupado pela Praça do Infante que data de 1897, no centro da cidade. A sua atual configuração recua a 1926, data da ocorrência de um devastador sismo que muitos estragos fez um pouco por toda a ilha do Faial.
Esse terramoto causou tais estragos nas casas das ruas circundantes do jardim que estas tiveram de ser demolidas, facto esse que veio permitir a ampliação do jardim. Na década de 1930 o jardim foi sujeito a importantes obras de requalificação e remodelação, obras essas que lhe conferem o aspeto que tinha em 2011.
Esta Praça, uma das mais antigas da Horta com esse estatuto, data de 1897 e antes da denominação “praça” denominava-se: “Largo do Infante” e ainda antes desta de “Largo de Neptuno”.
No fim do século XIX foi melhorado com o plantio de arvoredo variado e com palmeiras. As árvores de maior porte que assim se encontram são metrosíderos.
No inicio do século XVIII, o mar chegava ao local onde atualmente se encontra o jardim e a respetiva praça, no entanto a construção de uma muralha de proteção da costa e da Marina da Horta na década de 1980 afastaram-no substancialmente deste local.
Neste jardim é de salientar a existência de um busto do Infante D. Henrique “o Navegador” que data de 1960 e cuja autoria se deve a Numídico Bessone Borges de Medeiros Amorim. (Lagoa, Açores, 12 de agosto de 1913 — Lisboa, 1985).